# Albert Viau
Albert Viau (* 6. November 1910 in Montreal; † 27. Juni 2001) war ein kanadischer Sänger (Bariton), Komponist und Musikpädagoge.

## Leben
Viau hatte von 1918 bis 1926 Klavierunterricht bei Arthur Caron, dessen Schwiegersohn er 1936 wurde, und begann dann eine Gesangsausbildung. Er studierte Gesang bei Victor Brault und Arthur Laurendeau, Prosodie bei Conrad Letendre, gregorianischen Gesang bei Dom Georges Mercure und Harmonielehre bei Oscar O’Brien, Roland Van de Goor und Michel Perrault.
1931 debütierte er am Loew's Theatre an der Seite von Edward Johnson, Léon Rothier und Lionel Daunais in der Oper Roméo et Juliette. 1934 trat er als Nachfolger von Léopold Fortin in Paul-Émile Corbeils Barbershopquartett Les Grenadiers impériaux ein und gründete mit Thérèse Laurendeau und Paul Demeules das Trio Les Masques. 1944 trat er mit Caro Lamoureux und Raymond Cardin in Aimé Maillarts Oper Les dragons de Villars auf. Über viele Jahre wirkte er an verschiedenen Rundfunksendungen mit, so in La petite histoire und Le chanteur de lied (1934) bei der Société Radio-Canada, Le réveil rural (SRC 1937–1967), Le quart d'heure de la Bonne Chanson (SRC und CKAC, 1939–1953), Sur les boulevards (SRC, 1938–1941), L'heure des vedettes (CKAC, 1938–1941) und Chansons de chez-nous (CKAC, 1944).
Er gab Konzerte in Kanada und den USA und nahm in den 1940er Jahren bei RCA Victor mehr als 80 Lieder aus Abbé Charles-Émile Gadbois’ Liederbuch Bonne Chanson auf. Einige Aufnahmen veröffentlichte er auch unter dem Pseudonym Jacques Dupont. Im Folk-Quartett Les Troubadours du Québec, das im Programm V'là l'bon vent von 1949 bis 1951 auftrat, sang er den Tenor neben David Rochette, François Brunet und Omer Durenceau, mit Paul-Émile Corbeil, François Brunet und Raymond Cardin bildete er das Quatuor B.A..
1952 gründete Viau mit David Rochette, Raymond Cardin und Thérèse Davy das Quatuor 1900, das im Cabaret Le Montmartre und bis 1954 in der Rundfunksendung Variétés 1900 von SRC auftrat. Von 1950 bis 1953 war er Chorleiter an der Kirche Saint-Sixte in Saint-Laurent, außerdem leitete er Chöre wie die Chanteurs modernes und die Ménestrels laurentiens und arbeitete als Arrangeur für Vokalgruppen wie Boute-en-train (mit Louis Bourdon und Omer Duranceau). Außerdem gab er Gesangs-, Klavier-, Gitarren- und Blockflötenunterricht in zwei privaten Musikstudios, die er betrieb, und unterrichtete von 1965 bis 1986 Musik bei der Montréal Catholic School Commission.
Viau komponierte mehr als zweihundert Songs und Hymnen sowie zwei Totenmessen. Zudem übersetzte, arrangierte oder komponierte er mehr als 1500 Spots für Rundfunk und Fernsehen. In seinem eigenen Verlag Éditions Albert-Viau veröffentlichte er die Liederbücher Six chansonnettes pour bambins et bambines (1954) und Six chansons enfantines (1958). Mit Camille Andréa komponierte er Lieder für Studenten des Studio Brasseur, die auf dem Album Premier pas (1960) erschienen. Einige Kompositionen veröffentlichte er unter den Pseudonymen Paul Marcil und Bill Caron.